# Trofinetide
 (janvier 2024).
Le trofinetide est une substance active vendue sous la marque Daybue.

## Usage médical
C'est un médicament utilisé pour traiter le syndrome de Rett. Il est utilisé chez les personnes âgées d'au moins deux ans. Il est pris par voie orale. Le mode d'action de ce médicament est inconnu.

## Effets secondaires
Les effets secondaires du médicament comprennent la diarrhée et les vomissements. Une perte de poids peut survenir. L'utilisation n'est pas recommandée chez les personnes souffrant de problèmes rénaux importants. 

## Histoire
Le médicament est approuvé pour un usage médical aux États-Unis en 2023. Pour les personnes pesant moins de 12 kg, cela coûtera environ 385 000 dollars américains par an, tandis que pour ceux qui pèsent plus de 50 kg, cela coûtera environ 924 000 dollars américains par an aux États-Unis à partir de 2023.